# Paroxyophthalmus collaris
Paroxyophthalmus collaris es una especie de mantis de la familia Tarachodidae.

## Distribución geográfica
Se encuentra en Sudán y el Chad.